# Liste der Baudenkmale in Halligdorf
In der Liste der Baudenkmale in Halligdorf sind die Baudenkmale des niedersächsischen Ortes Halligdorf aufgelistet. Dies ist ein Teil der Liste der Baudenkmale in Uelzen. Der Stand der Liste ist der 17. November 2021.
Die Quelle der  IDs und der Beschreibungen ist der Denkmalatlas Niedersachsen.

## Allgemein
In den Spalten befinden sich folgende Informationen:
- Lage: die Adresse des Baudenkmales und die geographischen Koordinaten. Kartenansicht, um Koordinaten zu setzen. In der Kartenansicht sind Baudenkmale ohne Koordinaten mit einem roten Marker dargestellt und können in der Karte gesetzt werden. Baudenkmale ohne Bild sind mit einem blauen Marker gekennzeichnet, Baudenkmale mit Bild mit einem grünen Marker.
- Bezeichnung: Bezeichnung des Baudenkmales
- Beschreibung: die Beschreibung des Baudenkmales. Unter § 3 Abs. 2 NDSchG werden Einzeldenkmale und unter § 3 Abs. 3 NDSchG Gruppen baulicher Anlagen und deren Bestandteile ausgewiesen.
- ID: die Objekt-ID des Baudenkmales
- Bild: ein Bild des Baudenkmales, ggf. zusätzlich mit einem Link zu weiteren Fotos des Baudenkmals im Medienarchiv Wikimedia Commons. Wenn man auf das Kamerasymbol klickt, können Fotos zu Baudenkmalen aus dieser Liste hochgeladen werden:

## Halligdorf
Ursprünglich war Halligdorf ein Rundling. Halligdorf brannte im Jahr 1874 vollständig ab. Die Hofanlagen wurde darauf mit größerem Abstand neu aufgebaut, sie sind somit hauptsächlich im Jahr 1875 erbaut worden.

### Einzeldenkmal in Halligdorf
| Lage                                      | Bezeichnung              | Beschreibung | ID       | Bild |
| ----------------------------------------- | ------------------------ | --- | -------- | ---- |
| Halligdorf 2 52° 56′ 16″ N, 10° 34′ 34″ O | Wohn-/Wirtschaftsgebäude | Großes Wohn-/Wirtschaftsgebäude aus Backstein, dabei der Wohnteil als quergelagerter zweigeschossiger Bau mit Stuckelementen unter schiefergedecktem Satteldach. Erbaut 1875 (i), Wohnteil 1905 (i) aufgestockt und überformt. | 31006207 | BW   |